# كاموميه (جزيرة)
كاموميه (بالإنجليزية: Kamome Island)‏ هي جزيرة، أو بدقة أكثر شبه جزيرة تابعة لـ اليابان تقع في شرق آسيا في أرخبيل الأرخبيل الياباني. يبلغ ارتفاعها عن سطح البحر قرابة 27.6 متر. أعلى قمة فيها قمة كاموي.